# Мансур, Рим
Рим Мансур (араб. ريم منصور‎; род. 20 декабря 1993, Эль-Гиза) — египетская лучница, выступающая в соревнованиях в стрельбе из олимпийского лука. Участница Олимпийских игр, двукратная чемпионка Африканских игр, серебряный призёр чемпионата Африки по стрельбе из лука.

## Биография
Рим Мансур родилась 20 декабря 1993 года.
На проходившем в Египте чемпионате Африки 2014 года Рим Мансур завоевала серебряную медаль, уступив в финальном поединке соотечественнице Хании Фоуде.
На континентальном чемпионате в январе 2016 года в Виндхуке Рим Мансур вновь уступила в финальном матче, на этот раз кенийке Шехзана Анвар. В результате, этого второго места Рим хватило для того, чтобы войти в состав сборной Египта на дебютные для себя Олимпийские игры в Рио-де-Жанейро.
Перед Олимпийскими играми Мансур приняла участие на этапе Кубка мира в Анталье летом 2016 года, где набрала в предварительном раунде 614 очка и заняла 105-е место. В финальную сетку попадали 104 лучницы, и таким образом ей не хватило одного очка, чтобы продолжить соревнования.
В Рио-де-Жанейро египтянка в рейтинговом раунде набрала 596 очков и таким образом стала 56-й. В первом раунде плей-офф индивидуального женского турнира Мансур попала на 9-ю сеяную Линь Шицзя из Китайского Тайбэя, которой уступила в трёх сетах — 17:28, 21:26 и 17:25.
В 2019 году участвовала на Африканских играх в Рабате, где стала двукратной чемпионкой в составе женской команды с Амаль Адам и Мирой Эль-Чаммаа. Египтянки в финале оказались сильнее лучниц из Кот Д'Ивуара со счётом 6:0. Второе золото Мансур выиграла в смешанном парном турнире с Юссуфом Толба, в финале победив Куинн Реддиг и Адриана Гроблера из Намибии со счётом 6:2. В личном турнире уже в первом раунде Мансур проиграла лучнице из Туниса Рихаб Эль-Валид.
Результат, показанный на Африканских играх, принёс Египту две квоты на Олимпийские игры в Токио.